# Jonathan Horton
Jonathan Horton (Houston, 31 dicembre 1985) è un ginnasta statunitense vincitore della medaglia d'argento nella sbarra e di bronzo nel concorso a squadre a Pechino 2008..

## Palmarès
- Giochi olimpici estivi

Pechino 2008: argento nella sbarra e bronzo nel concorso a squadre.
- Campionati mondiali di ginnastica artistica

2010 - Rotterdam: argento nel concorso a squadre.
2011 - Tokyo: bronzo nel concorso a squadre.